# Anders Daun
Per Anders Daun (* 20. April 1963 in Borås) ist ein ehemaliger schwedischer Skispringer. Nach seiner Karriere als Skispringer ist er als Skisprungfunktionär und Skisprungtrainer tätig.

## Werdegang
Daun bestritt mit der Vierschanzentournee 1979/80 sein erstes internationales Turnier. Dabei stieg er jedoch erst in Garmisch-Partenkirchen ins Turnier ein. Mit Ergebnissen um den 100. Platz blieb er jedoch erfolglos. Auch die Tourneen 1980/81 sowie 1981/82 verliefen ähnlich.
Bei der Nordischen Skiweltmeisterschaft 1982 in Oslo erreichte er mit Platz 10 auf der Normalschanze erstmals ein Top-Resultat. Auch in den folgenden Weltcup-Springen und dem Wettkampf auf der Großschanze konnte er jeweils unter die besten zehn springen. Auch in Štrbské Pleso und Planica hielt er diese Leistung bei und beendete die Saison am Ende auf dem 29. Platz in der Weltcup-Gesamtwertung. Es war damit die erfolgreichste Saison seiner Karriere. 1984 wurde er Schwedischer Meister von der Normalschanze.
Bei der Nordischen Skiweltmeisterschaft 1985 in Seefeld in Tirol konnte er jedoch nur einen 56. Platz auf der Normal- und einen 54. Platz auf der Großschanze erreichen. Auch in den folgenden Weltcup-Springen blieb er erfolglos. 1987 erreichte er bei der Nordischen Skiweltmeisterschaft in Oberstdorf nur den 59. Platz.
Bei den Olympischen Winterspielen 1988 stand er trotz abfallender Leistungskurve im Aufgebot der Schweden. Dabei erreichte er auf der Normalschanze den 27. und auf der Großschanze den 21. Platz. Im Teamspringen erreichte er gemeinsam mit Per-Inge Tällberg, Jan Boklöv und Staffan Tällberg den 7. Platz.
Nach seiner aktiven Karriere ist Daun als Skisprungfunktionär aktiv. So war er bei der Schwedischen Meisterschaft 2008 in Örnsköldsvik Renndirektor. Seit der Saison 2011/2012 ist er Co-Trainer der schwedischen Skispringer.